# Horacio Priani
Horacio Priani (Azul, Buenos Aires, Argentina, 21 de mayo del 1912- ibídem, 29 de mayo de 1964) fue un actor de cine, radio, teatro y televisión, y guionista argentino.

## Carrera
Priani fue un primer actor de carácter y galán que se lució en 15 filmes en roles destacados durante la época de oro cinematográfica argentina. Actuó con figuras de la escena nacional como Hugo del Carril, Mirtha Legrand, Golde Flami, Pola Alonso, Mecha Ortiz, Aída Luz Enrique Diosdado, Enrique Muiño, Bernardo Perrone, Olga Casares Pearson, Tilda Thamar, Alita Román, Paquita Garzón, Pedro Laxalt, Elisardo Santalla, entre muchos otros.
En 1946 integra la lista de La Agrupación de Actores Democráticos, durante el gobierno de Juan Domingo Perón, y cuya junta directiva estaba integrada por Pablo Racioppi, Lydia Lamaison, Pascual Nacaratti, Alberto Barcel y Domingo Mania.
En 1954 debutó como guionistas de dos películas: Horas Marcadas y Yo soy el criminal.
También se dedicó a la docencia teniendo como alumnos a actores de la talla de Antonio Ber Ciani y Armando Bó.

### Filmografía
- 1941: Los martes orquídeas
- 1941: El cura gaucho
- 1942: Los chicos crecen
- 1944: Su mejor alumno
- 1945: Villa rica del Espíritu Santo
- 1945: Allá en el setenta y tantos
- 1946: Albergue de mujeres
- 1947: La gata
- 1948: Mis cinco hijos
- 1948: Don Bildigerno de Pago Milagro
- 1948: María de los Ángeles
- 1948: Pobre mi madre querida
- 1950: Romance en tres noches
- 1954: Yo soy el criminal
- 1958: Livets vår
- 1958: Primavera de la vida
- 1960: ...Y el demonio creó a los hombres
- 1972: Fiebre (escenas de filmes anteriores)[3]

### Radio
Priani hizo una importante carrera radioteatral como actor y como guionista .
Dirigió la Compañía radioteatral "Cervantes" junto con el actor Arturo García Pórtela, emitida por la L 8 9, con la que hizo La mujer de los ojo transparentes de Aníbal Urribarri. Junto con un elenco conformado por Eloisa Ocampo, Velia Albertelli, Elina del Punta, Alab Green, Julia Daniels, Elena Arman, Lena Daniels, Angélica Blaye y  Rodolfo Nata, entre otros.
También hizoEl oro blanco que tuvo dos meses de emisión, trabajando junto a Eva Duarte, Julia Giusti, Chela Giusti, Jan Fassi, Alberto Plaussy y Mario Fag.
Trabajó en 1942 grabó una novela en Radio Splendid junto con  Aurelia Ferrer, Tito Alonso, Pablo Lagarde, Adela Peña, María Duval, Carlos Hugo Christensen, Zita Rosas y Pepe Herrero. También hizo en por esa misma emisora un radioteatro encabezado con Pedro López Lagar, Jorge Salcedo, Carlos Cores, Roberto Escalada y Armando Bó durante cinco años con los auspicios de Toddy.

### Televisión
En 1956 participó en el ciclo Teatro de la noche / Teatro del lunes.
En 1960 protagonizó  El insperctor Varela junto con Nathán Pinzón y Darío Rosalvo.

### Teatro
- Rosa de Ángel (1948), junto a la norteamericana Rosamarie Johnson, Tilda Thamar, Enrique Santos Discépolo (quien también era el director), Juan Carrara, Paquita Garzón, Mario Fontana, Raúl Laporte, Manuél Ochoa, Mario Alonso, Fernando Labat y Enrique del Cerro, entre otros.
- Colaboración en la presentación de la bailarina Mará Dejanova en el Teatro Astral (1950), junto con la cantante Angela Soubié.[8]
- Extraño equipaje (1956), junto con un gran elenco conformado por Maruja Gil Quesada,  Horacio Forti, Lydia Lamaison, Hugo Ferrer, Matilde Rivera y Azucena Rius.[9]
- La casa de las masetas (1957), con Ricardo Floren Baum, Lautaro Murúa, Lydia Lamaison, Hebe Marbec, Osvaldo Robledo, entre otros.[10]
- Tragedia para reír (1959).[11]

También se lució en el papel de Bartolito en una obra junto a Ángel Magaña, Norma Castillo, María Esther Buschiazzo, Hugo Pimentel, Domingo Márquez , César Fiaschi, Alberto de Mendoza, René Mugica, Carlos Lagrotta, Ilde Pirovano, Alberto Terrones, entre otros.